# 近自由电子近似
近自由电子近似（英語：Nearly-free electron model）是一种研究电子的近似方法。依据能带理论，可以认为固体内部电子不再束缚在单个原子周围，而是在整个固体内部运动，仅仅受到离子实势场的微扰。在远离布里渊区边界时，本征波函数的主部是动量的本征态，散射仅仅提供一阶修正。近自由电子近似应用范围有限，只对碱金属适用。正因为如此，这一类晶体的费米面近似为球形。